# 日本の電話番号計画
日本の電話番号計画（にほんのでんわばんごうけいかく）は、公衆交換電話網とそれと相互接続される電話網について国際電気通信連合のE.164勧告と電気通信事業法とに基づき、総務省が電気通信事業者に用途別に指定している。また、相互接続されないものは独自の基準で割り当てられている。

## 公衆交換電話網の電話番号計画に関する法令
日本の電話番号計画は、2018年の電気通信事業法の改正で次のように定められている。
- 電気通信番号を総務大臣に指定されるために事業者は「電気通信番号使用計画」の作成や番号の使用条件の遵守等が求められる。また、他の事業者からサービスの卸提供を受けて利用者に電気通信番号を割り当てる事業者は、総務大臣の定める標準電気通信番号使用計画と同一の「電気通信番号使用計画」を定め遵守することが求められる。
- 電気通信事業者は、電気通信番号が総務省令で定める基準に適合するようにしなければならない。（第50条）
- 総務大臣は適合していないと認めるときには、その基準に適合するように当該電気通信番号を変更することを命じ、又はその使用を禁止することができる。（第51条）
- 使用しないときまたは、使用を廃止したときは、遅滞なく、総務大臣に届け出なければならない。（電気通信番号規則 第18条）
- 規定に違反したときまたは、使用の要件を満たさなくなったときは、総務大臣は、相当の期間を定めて指定を取り消すことができる（電気通信番号規則 第19条）

また、基準は次のような観点で定められることになっている。（第50条2項）
1. 電気通信番号により電気通信事業者及び利用者が電気通信設備の識別又は電気通信役務の種類若しくは内容の識別を明確かつ容易にできるようにすること。
2. 電気通信役務の提供に必要な電気通信番号が十分に確保されるようにすること。
3. 電気通信番号の変更ができるだけ生じないようにすること。
4. 電気通信番号が公平かつ効率的に使用されるようにすること。

さらに、電気通信番号が指定されている電気通信事業者は、使用状況の定期報告を行うことが定められている。（電気通信事業報告規則 第8条）

## 日本の電話番号指定単位
| 種類           | 細目                                  | 指定番号          | 桁 | 桁 | 桁 | 桁 | 桁 | 桁 | 桁 | 桁 | 桁 | 桁 | 桁 | 桁 | 桁 | 桁 |
| 種類           | 細目                                  | 指定番号          | 1  | 2  | 3  | 4  | 5  | 6  | 7  | 8  | 9  | 10 | 11 | 12 | 13 | 14 |
| -------------- | ------------------------------------- | ----------------- | -- | -- | -- | -- | -- | -- | -- | -- | -- | -- | -- | -- | -- | -- |
| プレフィックス | 国内プレフィックス                    | 0                 | 0  |    |    |    |    |    |    |    |    |    |    |    |    |    |
| プレフィックス | 国際プレフィックス                    | 010               | 0  | 1  | 0  |    |    |    |    |    |    |    |    |    |    |    |
| 地理的番号     | - 固定電話 - INSネット - IP電話       | 0AB～J            | 0  | A  | B  | C  | D  | E  | F  | G  | H  | J  |    |    |    |    |
| 移動体通信     | - 携帯電話 - 衛星電話（ワイドスター） | - 070 - 080 - 090 | 0  | A  | 0  | C  | D  | E  | F  | G  | H  | J  | K  |    |    |    |
| 移動体通信     | M2M等                                 | 020               | 0  | A  | 0  | C  | D  | E  | F  | G  | H  | J  | K  |    |    |    |
| 移動体通信     | M2M等                                 | 0200              | 0  | 2  | 0  | 0  | D  | E  | F  | G  | H  | J  | K  | L  | M  | N  |
| 移動体通信     | ポケットベル                          | 0204              | 0  | 2  | 0  | 4  | D  | E  | F  | G  | H  | J  | K  |    |    |    |
| 非地理的番号   | IP電話                                | 050               | 0  | 5  | 0  | C  | D  | E  | F  | G  | H  | J  | K  |    |    |    |
| 着信課金       | フリーダイヤル                        | 0120              | 0  | A  | B  | 0  | D  | E  | F  | G  | H  | J  |    |    |    |    |
| 統一番号       | ナビダイヤル                          | 0570              | 0  | A  | B  | 0  | D  | E  | F  | G  | H  | J  |    |    |    |    |
| 着信課金       | フリーダイヤル                        | 0800              | 0  | A  | 0  | 0  | D  | E  | F  | G  | H  | J  | K  |    |    |    |
| FMC            | FMC                                   | 0600              | 0  | A  | 0  | 0  | D  | E  | F  | G  | H  | J  | K  |    |    |    |
| 事業者識別番号 | 回線設備設置事業者                    | 00XY              | 0  | 0  | X  | Y  |    |    |    |    |    |    |    |    |    |    |
| 事業者識別番号 | 回線設備設置事業者                    | 002YZ             | 0  | 0  | 2  | Y  | Z  |    |    |    |    |    |    |    |    |    |
| 事業者識別番号 | その他の事業者                        | 0091N1N2          | 0  | 0  | 9  | 1  | N1 | N2 |    |    |    |    |    |    |    |    |

- 総務省が電気通信事業者に指定
- 電気通信事業者が加入者に割り当て

## 日本の公衆交換電話網以外の電話番号計画
公衆交換電話網と相互接続されない場合は、数字以外の文字記号を自由に使用するなど独自に定めてよい。→インターネット電話・有線放送電話・鉄道電話も参照。
公衆網と相互接続する場合、E.164電話番号との整合性が問題となる。

### 内線電話の番号計画
内線電話番号の桁数は、クロスバー交換機では3桁、デジタル・電子交換機では4桁であるものがほとんどである。各端末に割り当てられる番号の1桁目は、外線への開放番号指定"0"や、特殊機能指定用の番号（8または9が多い）を除いたものである。また、外線への発信を"0"発信と呼ぶことがある。
ダイヤルイン方式の場合、その電話番号の下位桁を使用する閉域番号が使用されることがある。また、複数拠点を結ぶものの場合、拠点番号を前置きするものもある。

## 公衆交換電話網の電話番号計画の歴史
電話加入区域・単位料金区域 (Message Area、MA) ・電気通信事業者への指定を決める電話番号計画は、従来NTTグループの地域系会社（NTT東日本・西日本）によって決められていたが、新規事業者が増えてきた事により、1995年（平成7年）4月1日に管理が総務省に移管された。
電話交換機の進歩にともなって柔軟な電話番号計画が可能となり、電話番号の有効利用とあわせて、多様な利用による電気通信サービスが提供されるようになった。
手動交換機の時代には、交換手が接続を行うために必要な番号として指定された。
ステップ・バイ・ステップ交換機の時代には、直接接続操作を行うためのルーティングに都合の良いように地理的に指定された。その名残が現在も地理的番号の指定の原則に残っている。
クロスバー交換機の時代には、船舶電話・自動車電話などの移動体通信が開始された。初期には、端末の移動に追随するために、市外局番もしくは所在地番号を発信者が予測してダイヤルするものであった。違った地域に居た場合には、トーキーで所在地番号が通知されて、再ダイヤルが必要なものであった。
電子交換機の時代には、新電電の参入への対応、移動体通信の所在地番号廃止による逼迫対策が行われた。また、着信課金電話番号（フリーダイヤル）・発信者付加課金電話番号（ダイヤルQ2 ）などの特殊課金、発信者番号表示（ナンバーディスプレイ）・多機能転送電話（ボイスワープ）などの高機能サービスが提供されるようになった。
デジタル交換機の時代には、ISDNが開始されてサブアドレスが使用可能となった。また、中継事業者優先接続（マイライン）・番号ポータビリティなど、競争中立のための運用も開始された。
Fixed Mobile Convergenceに対応した、指定が求められている。

### IP網への円滑な移行
PSTNのNGNへの円滑な移行・卸役務・電気通信事業者の指定電話番号の継承に対応した制度設計が求められている。
サービス卸に利用されている電話番号を、卸元事業者・卸先事業者が連携して管理し、利用者が番号ポータビリティを利用できるようにすることが求められている。
指定率の高い0120番号では、自社の未利用番号を他の電気通信事業者に対して移転する事前番号ポータビリティが行われている。
NGNに置き換えるために、キャリヤENUMによる電話番号データーベース構築が必要である。そのことで、ロケーションポータビリティ範囲の拡大・番号帯指定単位の細分化などが可能となる。